# Ardoné
Ardoné és un llogaret del municipi de les Paüls, dins l'antic terme de Nerill, de la parròquia del qual depèn la seva església. Està situat a 1.360 m d'altitud, a la serra que separa l'Isàvena de la Valira de Castanesa.